# Clero secular
El clero secular, también denominado clero diocesano, designa al clero compuesto por el obispo y su  presbiterio, es decir: por todos aquellos sacerdotes y diáconos que no están vinculados a ninguna orden religiosa católica y no viven regidos por ninguna de sus reglas monásticas, sino que se encuentran directamente a las órdenes de su obispo.
Se denominan 'seculares' porque viven en medio del 'siglo' o 'sécolo', términos que derivan del latín saeculum, aquí con el significado de 'mundo'. Se distinguen de este modo del llamado clero regular, cuyos miembros viven según una regla, inicialmente dentro de un monasterio y apartados, por tanto, del mundo; si bien con posterioridad y hasta la actualidad se ha ampliado el sentido del término 'clero regular' para abarcar a todos los sacerdotes que son miembros de órdenes y congregaciones religiosas y no dependen, por tanto, de la autoridad de los obispos, puesto que tienen sus propios superiores.
A diferencia del clero regular, el clero secular no realiza votos religiosos: tan solo deben prometer obediencia a su obispo, y vivir en celibato. Si bien esta última característica no se exige ni a los diáconos que se ordenan ya previamente casados, ni al clero secular de las iglesias católicas de rito no latino u oriental.
El celibato es exigido por la Iglesia católica para ambos tipos de clero. Aunque en el caso del clero regular se presupone, puesto que sus sacerdotes ya han profesado antes sus votos religiosos, y entre ellos está el llamado 'voto de castidad'; el significado de este término tiene un matiz diferente del de 'celibato', pero en la práctica supone lo mismo.